# Шварёв, Александр Викторович
Александр Викторович Шварёв (род. 15 апреля 1967, Челябинск) — советский и российский хоккеист, защитник. Мастер спорта международного класса, заслуженный мастер спорта России (2013), заслуженный тренер РФ.

## Биография
Воспитанник челябинского «Трактора», ДЮСШ ЧТЗ, тренер Юрий Могильников. В «Тракторе» провёл 10 сезонов (1984/85, 1987/88 — 1994/95, 1998/99 — капитан) — 462 игры, 85 (32+53) очков. Выступал также за команды СКА Свердловск (1986/87), «Мечел» (1993/94, 2003/04), «Буден» (Швеция, 1995/96), «Металлург» Магнитогорск (1996/97 — 1997/98), ЦСК ВВС (1999/2000), «Металлург» Серов (2000/01), «Спутник» Нижний Тагил (2001/02), «Мостовик» Курган (2002/03), «Сталь» Аша (2004/05).
Бронзовый призёр чемпионата МХЛ (1992/1993, 1993/1994), серебряный призер чемпионата России (1997/1998), обладатель Кубка России.
Окончил Челябинский государственный институт физической культуры.
Тренер в СДЮСШОР «Трактор» (2005—2013, 2020—2021), «Титане» Клин (ВХЛ, 2013/2014), «Русских витязях» Чехов (МХЛ, 2014/2015 — 2015/2016), «Капитане» Ступино (2000, 2004 г. р. — 2016/2017-2019/2020). С 2021 года — в академии «Динамо» Санкт-Петербург.
Среди выпускников — Евгений Кузнецов, Владислав Картаев, Сергей Шумаков.